# 谢尔盖·基洛夫
谢尔盖·米罗诺维奇·基洛夫（羅馬化：Sergey Mironovich Kirov；1886年3月27日—1934年12月1日），原名谢尔盖·米罗诺维奇·柯斯特里科夫，苏联布尔什维克党早期领导人。他曾于1926年至1934年担任列宁格勒州委书记的职务，任期内在其办公室内被列昂尼德·尼古拉耶夫开枪射杀。此次遇刺事件直接导致了大清洗，但至今真相仍不明晰。

## 早年革命
基洛夫出生于俄罗斯帝国烏爾茹姆（位于今天俄罗斯联邦基洛夫州）的一个穷人家中，原名「谢尔盖·米洛诺维奇·柯斯特里科夫」。他自小父母双亡，祖母把他养到7岁，然后把他送到了一个孤儿院。1904年，18岁的他信仰马克思主义，加入了俄国社会民主工党中的布尔什维克派。
1905年他参加了俄国1905年革命被捕入狱。出狱后于1906年和1909年三度因印刷非法刊物入狱。之后他搬到高加索地区，以自由派报纸《捷列克报》撰稿人的身份进行工作，在北高加索领导布尔什维克党的政治工作，直到1917年二月革命后沙皇尼古拉二世逊位。在此期间他取了笔名“基洛夫”。

## 地方领导
1917年十月革命后，他建立了北高加索苏维埃政权，成了阿斯特拉罕布尔什维克的军事长官，任阿斯特拉罕边疆区临时革命军事委员会主席和南方集团军革命军事委员会委员。之后的三年中他参加了俄罗斯内战，打退了邓尼金的哥萨克白军的进攻。1921年成为阿塞拜疆共产党中央书记，领导巴库的油田恢复建设。
在1920年代初，在苏共全党的大辩论中，他坚决支持斯大林，反对托洛茨基和季诺维也夫。1926年到列宁格勒接替季诺维也夫任州委书记。在列宁格勒，他领导了当地的工业建设，强硬推行农业集体化，拆除了几十座教堂，逮捕被认为是对抗社会主义建设的知识分子。同时，他口才出众，当时政治局委员中，敢于到工厂去直接面向工人讲演的，唯有他一个。1930年，担任列宁格勒州委第一书记和联共（布）中央西北局书记。

## 政治新星

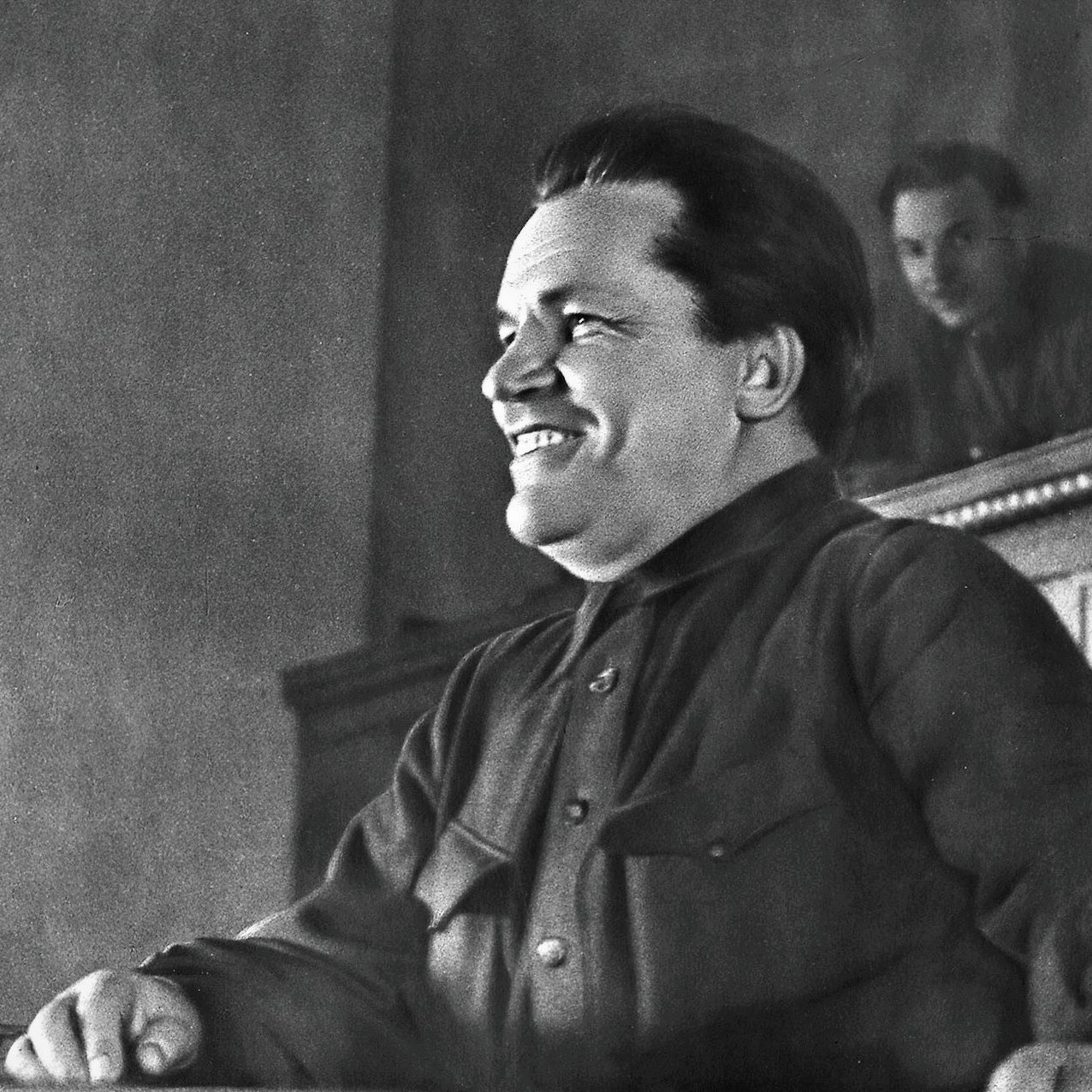
1934年，基洛夫在聯共（布）十七大上演講

1930年代，基洛夫在苏共党内风头日盛。1930年7月13日，基洛夫在苏共中央全会上被选为政治局委员和中央委员会书记，进入苏联最高领导层。
在柳京集团反对斯大林的处理会议中，基洛夫挺身而出，反对斯大林对他们处以极刑的决定。
1934年的中央委员会选举中，基洛夫得到最少的反对票3票，同时斯大林得到最多的292张反对票。政治局委员卡冈诺维奇下令将选票销毁，宣布斯大林和基洛夫并列得到3张反对票。斯大林得以继任总书记，而基洛夫任政治局委员、党中央书记、中央组织局成员。斯大林曾建议基洛夫到莫斯科工作，基洛夫没有同意。
回到列宁格勒之后，基洛夫还自作主張把一部分军队的库存粮食拿出来分给饥馑的工人。

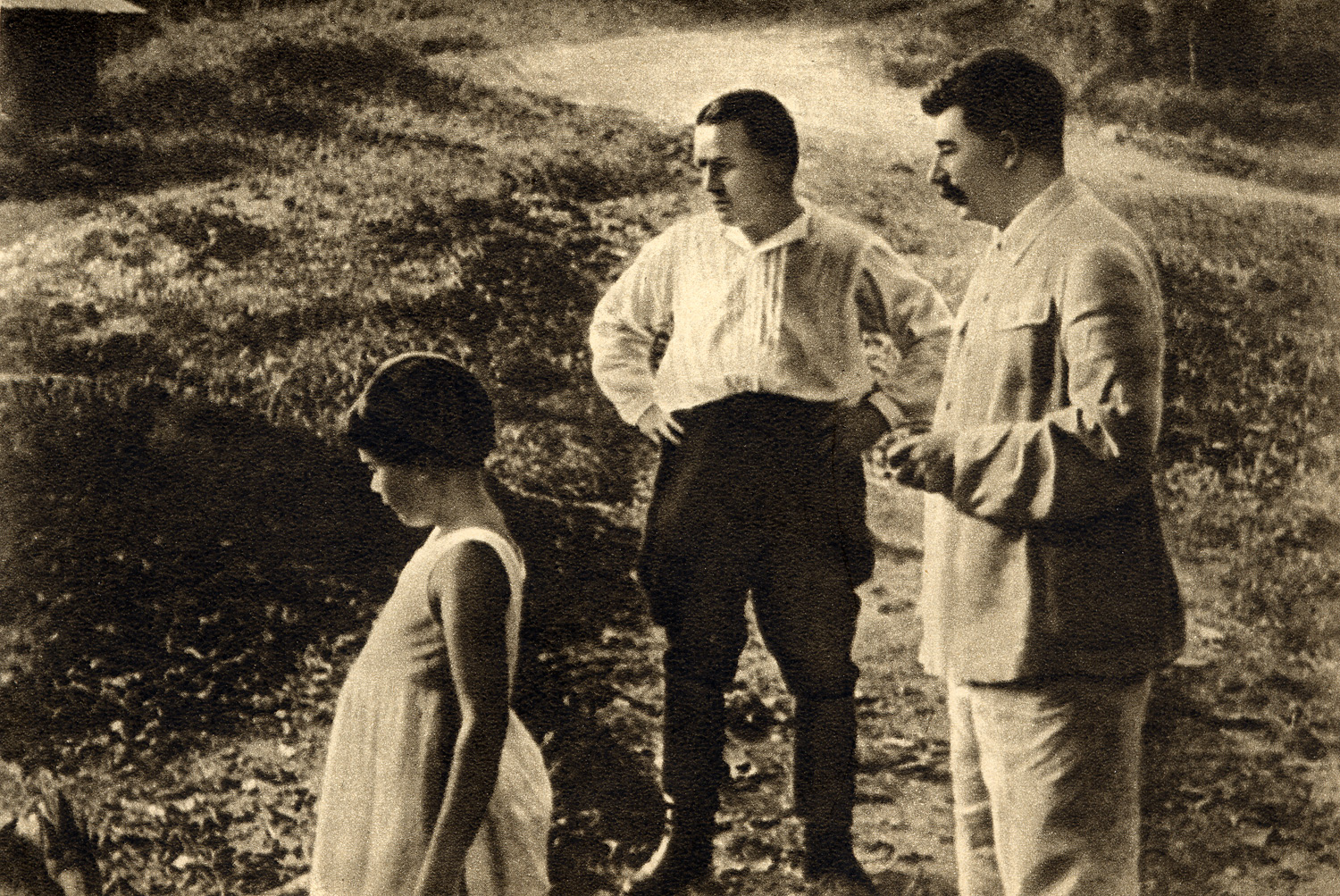
1934年基洛夫和斯大林在一起

## 遇刺和影响
1934年12月1日，一个因为工作安排不得志而多次上访的人列昂尼德·瓦西里耶维奇·尼古拉耶夫畅通无阻地进入了列宁格勒市委所在地斯莫尔尼宫，用手枪将基洛夫打死。相关证人也很快离奇死亡。
这次刺杀的动机有争风吃醋（基洛夫很讨女人欢心，与多人有染）、德国人主使（尼古拉耶夫事前数次去德国领事馆，事发后次日德国领事回国再未赴苏联）、斯大林清除威胁等多种说法。
斯大林从一开始就显示出对此案的高度重视，他亲自前往列宁格勒参与调查和审讯，并且认为此次暗杀是由托洛茨基及其反对派所策划，继而以此案为契机，开始了针对布哈林、季诺维也夫和加米涅夫等老布尔什维克的清洗，史称“大清洗”。1936年8月，莫斯科审判了所谓“托洛斯基—季诺维也夫恐怖中心”，季诺维也夫、加米涅夫等人被判处死刑并立即执行。整个大清洗中，近百万人被公开或秘密处决，更多的人被送进古拉格，全苏联两百多万党员中近半数被开除出党。苏联红军肃反前的5名元帅，有3人被处决，只剩下伏罗希洛夫和布琼尼两人。各军区、海军、空军的司令员、集团军的军长等高级指挥官大部分被杀，海军舰队司令员只剩下1名。在415名师、旅长中，有296人被处决。这为德国在第二次世界大战中进攻苏联的巴巴羅薩行動创造了便利。
根据逃亡美国的苏联格别乌将军亚历山大·奥尔洛夫回忆，对基洛夫的暗杀从始至终是斯大林的特务头子雅戈达所一手策划。赫鲁晓夫上台后，在苏共二十大上，公开暗示是斯大林策划了这起暗杀事件。戈尔巴乔夫执政期间曾组织人调查，但时日已久，没有结论。
基洛夫死后苏联有多处地点以他命名，如列宁格勒芭蕾舞基洛夫剧院（现马林斯基剧院）、俄罗斯基洛夫州及其首府基洛夫市（舊稱維亞特卡；）、卡卢加州的基洛夫市、莫斯科地铁的基洛夫站（1935年至1990年）、伏尔加格勒的基洛夫区、列宁格勒的基洛夫工厂、基洛夫剧院（1935年至1992年，现马林斯基剧院）等等。另外，还有基洛夫级核动力导弹巡洋舰（基洛夫级巡洋舰 (1936年)）等等。苏联解体后，前苏联加盟共和国受当地去共产主义化以及去苏化、去俄化风潮的影响，将本国境内多处包含苏联人物的地名、雕像等进行了不同程度的更改和拆除。1939年在阿塞拜疆巴库建造了一座巨大的基洛夫塑像，1991年阿塞拜疆独立后塑像被拆除。乌克兰在2015年通过去共产主义化法令后，于2016年将基洛夫格勒州首府名称从1934年得名的基洛夫格勒改名为克罗皮夫尼茨基，乌克兰宪法法院还于2019年同意将整个基洛夫格勒州更名为“克罗皮夫尼茨基州”，但至今仍未执行。

## 作品
著有《基洛夫言论集》，并参与了《苏联国内战争史》的编辑工作，同斯大林、日丹诺夫一同审阅过《苏联近代史教程》、《苏联通史教程》，还发表过《关于苏联历史教科书提纲的意见》和《关于近代史教科书提纲的意见》等书。

## 相关
- 生前最喜欢的音乐为俄国作曲家伊利亚·阿列克谢维奇·沙特洛夫（英语：Ilya Shatrov）的《在满洲的山岗上》，死后葬礼上亦曾播放，斯大林亦多次听此曲。
- 电子游戏《命令与征服：红色警戒2》中的基洛夫空艇

## 外部連結
- Киров Сергей Миронович на сайте Хроноса （俄文）
- Сергей Миронович（页面存档备份，存于） на сайте peoples.ru （俄文）